# Grand Prix Hassan II 1995
Il Grand Prix Hassan II 1995  è stato un torneo di tennis giocato sulla terra rossa.
È stata l'11ª edizione del Grand Prix Hassan II,
che fa parte della categoria World Series nell'ambito dell'ATP Tour 1995.
Si è giocato al Complexe Al Amal di Casablanca in Marocco, dal 20 al 27 marzo 1995.

## Campioni

### Singolare
Gilbert Schaller ha battuto in finale  Albert Costa con il punteggio di 6–4, 6–2

### Doppio
Tomás Carbonell /  Francisco Roig hanno battuto in finale  Emanuel Couto /  João Cunha e Silva con il punteggio di 6–4, 6–1